# Кастильо, Хуан Карлос
Хуан Карлос Фамилия-Кастильо (нидерл. Juan Carlos Familia-Castillo; род. 13 января 2000, Амстердам, Нидерланды, Нидерланды) — доминиканский и нидерландский футболист, защитник клуба «Валвейк» и сборной Доминиканской Республики.

## Клубная карьера
Кастильо — воспитанник клубов «Зебюргия» и «Аякс». В 2016 году Хуан подписал контракт с английским «Челси». Для получения игровой практики он начал выступать за дублирующий состав. Летом 2019 года Кастильо на правах аренды вернулся в «Аякс», где начал выступать за «дубль». 13 сентября в матче против «Де Графсхап» он дебютировал в Эрстедивизи. Летом 2020 года Кастильо был арендован АЗ. 27 декабря в матче против «Утрехта» он дебютировал в Эредивизи. В начале 2021 года Хуан ан правах аренды перешёл в «АДО Ден Хааг». 13 января в матче против «ВВВ-Венло» он дебютировал за новый клуб.
Летом 2021 года Кастильо на правах аренды перешёл в «Бирмингем Сити». 7 августа в матче против «Шеффилд Юнайтед» он дебютировал в Чемпионшипе. В начале 2022 года Хуан был арендован «Чарльтон Атлетик». 12 февраля в матче против «Уиган Атлетик» он дебютировал в Первой лиге Англии.
4 июня 2024 года подписал двухлетний контракт с клубом «Валвейк». 10 августа дебютировал за клуб в гостевом матче Эредивизи против ПСВ, выйдя на замену на 77-й минуте вместо Арона Мейерса.

## Международная карьера
В 2017 году в составе юношеской сборной Нидерландов Кастильо принял участие в юношеском чемпионате Европы в Хорватии. На турнире он сыграл в матчах против команд Украины, Норвегии, Англии и Германии.